# Мармолада
Мармолада або Мармолата (італ. Marmolada, лад. Marmoleda, нім. Marmolata) — гора на північному сході Італії (на схід від Тренто), найвища гора Доломітових Альп, які розташовані у Східних Альпах.

## Географія
Це частина гряди, що простягається із заходу на схід. На заході гора розривається крутими обривами, формуючи кам'яну стіну завдовжки кілька кілометрів. На півночі є відносно пологий льодовик Мармолада (італ. Ghiacciaio della Marmolada).
Мармолада — чи не єдиний гірський масив у Доломітових Альпах, на північних схилах якого, ще зберігся великий льодовик. Гора знаходиться між масивами Селла (італ. Gruppo del Sella, 3152 м) на півночі та Пале-ді-Сан-Мартіно (італ. Pale di San Martino, 3192 м) на півдні. Гребінь Мармолади є природним кордоном між двома провінціями в Доломітових Альпах: Трентіно та Венето.
Мармолада — популярне місце для катання на гірських лижах, трекінг-туризму та туризму. Вона покрита мережею підйомників і лижних трас.

## Ресурси Інтернету
- Marmolada, Italy (англ.). Peakbagger.com[d]. Процитовано 25 червня 2015.
- Computer generated summit panoramas North [Архівовано 2 січня 2016 у Wayback Machine.] South [Архівовано 2 січня 2016 у Wayback Machine.] Index [Архівовано 1 квітня 2020 у Wayback Machine.]
- Marmolada on Hribi.net (англ.)

## Панорама
| Італія | Це незавершена стаття з географії Італії. Ви можете допомогти проєкту, виправивши або дописавши її. |